# Richard Burthogge
Richard Burthogge (* 1637/1638; † 1705) war ein englischer Arzt, Friedensrichter und Philosoph.

## Leben
Richard Burthogge, Sohn eines Infanteriehauptmanns der Garnison Plymouth, wurde am 30. Januar 1637 (julianischer Kalender, 1638 nach dem gregorianischen Kalender) in der Kirche St Maurice in Plympton getauft. Sein genaues Geburtsdatum ist nicht bekannt. Er besuchte zuerst die Exeter Grammar School und wurde 1654 am All Souls College, Oxford aufgenommen. Später wechselte er an das Lincoln College (Oxford), wo er 1658 seinen B.A. machte. Im Oktober 1661 immatrikulierte er sich an der Universität Leiden. Titel seiner Dissertation, die er im Februar 1662 zur Erlangung des Doktorats in Medizin vorlegte, war De lithiasi et calculo.
Zurück in England ließ sich Burthogge in Devon nieder. Er verbrachte den Rest seines Lebens in bzw. bei Totnes, Devon, wo er als Arzt tätig war. Bekannt als tolerant gegenüber Katholiken, und wahrscheinlich selbst Nonkonformist, wurde er unter Jakob II. zum Friedensrichter ernannt, eine Position, die er auch unter Wilhelm III. (Oranien) behielt.
Burthogge war mindestens drei Mal verheiratet. Seine erste Frau Sarah war die Tochter von Andrew Trevill, dem er 1670 seine Schrift The Divine Goodness und 1678 sein Organum Vetus et Novum widmete. In den folgenden Jahren, bereits während seiner Ehe mit Mary Deeble, veröffentlichte Burthogge mehrere weitere Schriften zu theologischen Fragen sowie zwei weitere philosophische Werke, die er John Locke widmete: An Essay upon Reason, and the Nature of Spirits (1694) und Of the Soul of the World; and of Particular Souls (1699). Mary starb wahrscheinlich 1695. Burthogges Töchter Sarah, Mary und Ann entstammen wahrscheinlich diesen ersten zwei Ehen. Ann, die noch vor ihrem Vater starb, hinterließ einen minderjährigen Sohn, Richard Babbage, Vorfahre von Charles Babbage. Als er starb, war Burthogge mit Honour verheiratet und lebte offensichtlich in Bowden bei Totnes. Er wurde am 24. Juli 1705 in der Marienkirche von Totnes begraben.

## Philosophie
Burthogge ist mit seinen Arbeiten den antidogmatischen Verfechtern des Toleranzgedankens zuzuordnen, zu denen auch Henry More und John Locke zählten. Er ist vielleicht der erste Idealist der neuzeitlichen Philosophie. In seinem Organum erörtert er, was es bedeutet, vernunftbegabt zu sein. Laut Burthogge sind die unmittelbaren Gegenstände des Verstandes „entia cogitationis“ oder Erscheinungen, die von den Sinnen und der Vernunft gemeinsam geformt werden. Wahrnehmung und Urteil sind untrennbar miteinander verbunden. Das Wesen unserer Verstandesfähigkeiten bedingt also, dass wir in unseren Begriffen („notions“) verhaftet sind. Bedeutung und die Begriffe, mittels derer der Verstand seine Gegenstände wahrnimmt, befinden sich genauso wenig außerhalb seiner selbst, wie Farben nicht außerhalb des Auges liegen. Die Sinne und der Verstand erfassen (und bewahren) bestimmte geistige Formen so, wie ein Spiegel Bilder oder ein Glas die Schwingungen einer Lautensaite wiedergeben. Wer versucht, die Dinge in ihrem wirklichen Wesen zu erkennen, kann sich nur in Widersprüche verstricken. Die Alltagsunterscheidung zwischen Wirklichkeit und Vorstellung ist tatsächlich nur eine Unterscheidung zwischen Begriffen, da uns ein Vergleich unserer Begriffe mit der Wirklichkeit nicht möglich ist. Folgerichtig vertritt Burthogge eine der reinsten Kohärenztheorien von Wahrheit. Wahrheit besteht in der logischen Widerspruchsfreiheit unserer Ideen untereinander, sie ist also immer logische Wahrheit (metaphysische Wahrheit ist für uns unerreichbar).
Beeinflusst von den Cambridger Platonikern vertritt Burthogge eine panpsychistische Theorie. Geist und Materie sind unterschiedlich und können einander nicht bedingen. Dennoch besteht zwischen ihnen ein Zusammenhang. Die überzeugendste Erklärung wäre daher, dass Materie von einem Weltgeist aktiviert und gelenkt wird. Seelen von Menschen und Tieren sind Teile der Weltseele. Ihre Zuordnung zu einzelnen Teilen von Materie (also den einzelnen Menschen und Tieren) ergibt sich aus dem harmonischen Miteinander, das Burthogge in seiner Theorie der Wahrnehmung mit der Glas-Saiten-Metapher beschreibt.

## Werke
- Divine Goodness explicated and vindicated from the Exceptions of the Atheist (1670) (in den Auflagen von 1671 und 1672 “Tagathon, or Divine Goodness…” betitelt)
- Causa Dei, or an Apology for God (1675)
- Organum vetus et novum, or Discourse on Reason and Truth (1678)
- An Argument for Infants’ Baptism (1683)
- Vindiciae Paedo-Baptismi (1685)
- Prudential Reasons for repealing the Penal Laws against all Recusants (1687)
- The Nature of Church-Government (1691)
- Essay upon Reason and the Nature of Spirits (1694)
- Of the Soul of the World; and of Particular Souls (1699)
- Christianity a Revealed Mystery (1702)